# Tratado Arana–Southern
No final da década de 1840, a Argentina tentou regular o tráfego nos rios Paraná e Uruguai, o que impactou o comércio anglo-francês com o Paraguai. Como resultado disso, Reino Unido e França decidiram tomar uma ação militar com o bloqueio anglo-francês do Rio da Prata. Embora militarmente bem-sucedida, as vitórias contra as forças argentinas se mostraram muito custosas e ambos os países europeus retiraram suas forças e fizeram tratados com a Argentina. O tratado de paz com os britânicos é referido como  Tratado Arana–Southern.